# الحملة العباسية على آسيا الصغرى (780)
الحملةُ العبَّاسية على آسيا الصُّغرى (163هـ / 780م) هي حملةٌ جهاديَّة شنَّتها الخلافة العبَّاسية في خلافة مُحمَّد المهدي على مملكة الرُّوم في عهد الوصيَّة على العرش البيزنطي إيرين الأثينية، وانتهت بانتصار عبَّاسي أدى لفتح حصن سمالوا وما جاورها.

## الاستعداد للحملة

خريطة تظهر منطقة الثُّغور بين المسلمين والرُّوم.

في سنة 163هـ / 780م، قام الخليفة المهدي بتجهيز حملة لغزو الروم. بدأ المهدي رحلته بالخروج من بغداد وعسكر في منطقة البردان، إذ جمع الجيوش من خراسان ومناطق أخرى. انطلق بعدها في حملته، بعد استخلافه ابنه موسى الهادي على بغداد، مُستصحبًا معه ابنه الآخر هارون، والذي عرف لاحقًا بالرَّشيد. مر المهدي خلال رحلته في مدينة الموصل والجزيرة، فعزل عبد الصمد بن علي عن ولاية الجزيرة لما رآه منه. عندما اقترب المهدي من قصر مسلمة بن عبد الملك الأموي، تذكر العبَّاس بن مُحمَّد فضل مسلمة على أبيه الإمام محمد بن علي، إذ قدَّم له مسلمة أربعة آلاف دينار في وقت سابق، وقال له: «إذا نفدت فلا تحتشمنا!». فاستدعى المهدي أبناء مسلمة ومواليه وأمر لهم بعشرين ألف دينار، وأجرى عليهم الأرزاق وفاءً وتقديرًا لفعل أبيهم.

## حصار سمالوا وفتحها
بعد عبر المهدي نهر الفرات باتجاه حلب، استراح في حلب، وكان في نواحيها العديد من الزنادقة، فجمعهم وأمر بقتلهم وتقطيع كتبهم بالسكاكين. ثم سار المهدي مشيعًا لابنه هارون حتى جاز الدرب وبلغ نهر جيحان. قاد هارون بن المهدي الحملة العسكرية إلى جانب مجموعة من القادة البارزين، منهم عيسى بن موسى، وعبد الملك بن صالح، والرَّبيع بن يونس، والحسن بن قحطبة، والحسن وسليمان وأخوهم يحيى البرمكي، الذي تولى إدارة العسكر والنفقات والكتابة. توجهت الحملة نحو حصن سمالوا، إذ حاصرها الجيش العبَّاسي لمدة ثمانية وثلاثين يومًا، ونُصِّب عليهم المجانيق، فكلَّمه أهل سمالوا بالأمان، فأجابهم هارون بن المهدي، وفتحها ووفى لهم بالأمان، وقد حققت الحملة فتوحاتٍ كثيرة نواحيها.

### فهرس المنشورات
1. ↑  ابن الأثير (2005)، ص. 847.
2. ↑  ابن الأثير (2005)، ص. 847-848.

### معلومات المنشورات كاملة
الكتب مرتبة حسب تاريخ النشر
- ابن الأثير الجزري (2005)، الكامل في التاريخ، مراجعة: أبو صهيب الكرمي، عَمَّان: بيت الأفكار الدولية، OCLC:122745941، QID:Q123225171